# August Socin

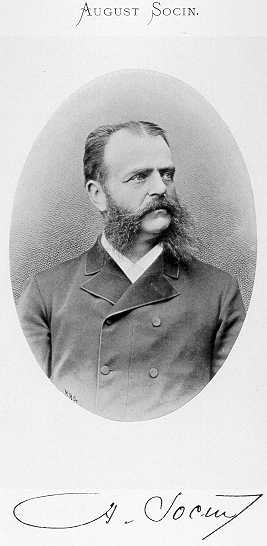
August Socin, vor 1891

August Socin (* 21. Februar 1837 in Vevey; † 22. Januar 1899 in Basel) war ein Schweizer Chirurg und Lehrstuhlinhaber in Basel.

## Leben

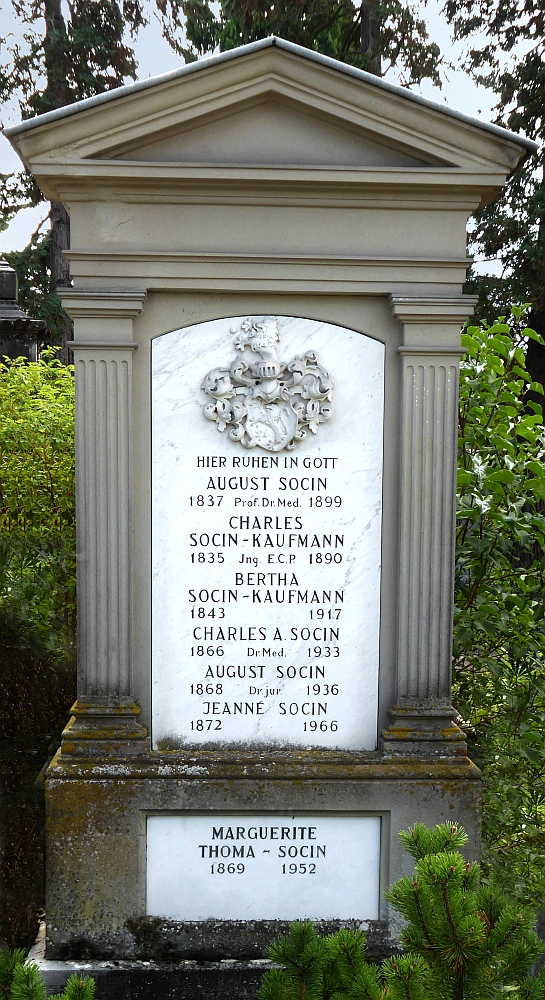
Familiengrab auf dem Friedhof Wolfgottesacker, Basel

August Socin war ein Sohn des evangelischen Pfarrers August Socin und seiner Frau Jeanne Frédérique Elise geborene Johannot. Er studierte Medizin in Basel und Würzburg, wo er auch 1857 promovierte. Nach weiterer fachwissenschaftlich-chirurgischer Ausbildung in Prag, Wien und später in Paris und London habilitierte er sich 1861 in Basel. 1859 wurde er Assistenzarzt am Bürgerspital Basel und übernahm 1861 die Leitung der Chirurgischen Klinik in Basel. Bereits 1862 erfolgte die Ernennung zum ausserordentlichen Professor und 1864 zum ordentlichen Professor der Chirurgie an der Universität Basel. 1866 arbeitete er im österreichischen Lazarett von Verona und von August bis November 1870 im Reservelazarett in Karlsruhe. In dieser Zeit entstand auch seine Arbeit über seine Kriegschirurgischen Erfahrungen.
Einen Ruf als Professor für Chirurgie an die Universität Würzburg lehnte er ab, sondern lehrte zeitlebens an der Universität in Basel. Dort erlangte er auch seine besondere Bedeutung, indem er entscheidende Reformen zur qualitativen Verbesserung der studentischen Ausbildung in seinem Fachbereich  und erstmals die antiseptische Wundbehandlung in den ersten Jahren seiner Tätigkeit einführte. 
Bedingt durch seine Erfahrungen in Lazaretten und der Behandlung von Kriegsverwundungen führte er diverse Operationsneuerungen ein und beeinflusste durch Operationsmodifikationen die Chirurgie bei Radikaloperationen der Hernien, Resektionen sowie die Magen- und Darmoperationen bei Anastomosenbildungen. Socin war weniger der Autor zahlreicher Publikationen als vielmehr der Praktiker, der grössten Wert auf die erfolgreiche Ausbildung seiner Studenten legte. So machte Socin Carl Garrè zu seinem Privatpraktikanten. Sein Nachfolger wurde Carl Sebastian Haegler.
In Basel ist die Socinstrasse, welche vom Spalentor zur Tramstation Brausebad verläuft, und an der sich auch das Schweizerische Tropeninstitut sowie ein Studentenwohnheim befindet, nach August Socin benannt. Er starb an Typhus. Seine Grabstätte befindet sich auf dem Wolfgottesacker.

## Schriften (Auswahl)
- Kriegschirurgische Erfahrungen, gesammelt in Carlsruhe 1870 und 1871 (= Chirurgische und pathologisch-anatomische Beiträge zur Kriegsheilkunde. Band 1). F. C. W. Vogel, Leipzig 1872 (Digitalisat).
- Die Krankheiten der Prostata. In: Franz von Pitha, Theodor Billroth (Red.): Handbuch der allgemeinen und speciellen Chirurgie. Band 3, Abtheilung 2, Lieferung 8, Hälfte 2, Ferdinand Enke, Stuttgart 1875 (Digitalisat).